# 13e cérémonie des Teen Choice Awards
La 13e cérémonie des Teen Choice Awards a eu lieu le 7 août 2011 au Gibson Amphitheatre de Los Angeles et retransmise sur la chaîne FOX. Elle a été présentée par l'actrice Kaley Cuoco.
Cette année, l'émission a réuni plus de 3,17 millions de téléspectateurs[réf. nécessaire].
Taylor Swift est la personnalité qui a remporté le plus de trophées cette année (6), suivi de Selena Gomez (5).

## Remettants
- Tyra Banks
- Tyler Posey
- Charice
- Nina Dobrev
- Paul Wesley
- Ian Somerhalder
- Nikki Reed
- Avril Lavigne
- Allstar Weekend
- Ashley Greene
- Kellan Lutz
- Taylor Lautner
- Cat Deeley
- Rebecca Black
- Katie Leclerc
- Vanessa Marano
- Tom Felton
- Rupert Grint
- Christopher Mintz-Plasse
- LL Cool J
- Sean Kingston
- John Cena
- Rose Byrne
- The Miz
- Emma Stone
- Joe Jonas
- Rachel Bilson
- Khloé Kardashian
- Kourtney Kardashian
- Kim Kardashian
- Kendall Jenner et Kylie Jenner

## Programme musical
- Will.i.am (DJ de la soirée)
- Selena Gomez & the Scene - Love You Like A Love Song
- OneRepublic - Good Life
- Jason Derulo - Don't Wanna Go Home

## Palmarès
Les lauréats sont indiqués ci-dessous en premier de chaque catégorie et en caractères gras.

### Cinéma
| Film : Action | Acteur : Action | Actrice : Action |
| --- | --- | --- |
| - Fast and Furious 5 - Faster - Scott Pilgrim - The Tourist - Unstoppable | - Johnny Depp' pour The Tourist - Michael Cera pour Scott Pilgrim - Vin Diesel pour Fast and Furious 5 - Dwayne Johnson pour Fast and Furious 5 - Paul Walker pour Fast and Furious 5 | - Angelina Jolie pour The Tourist - Jordana Brewster pour Fast and Furious 5 - Rosario Dawson pour Unstoppable - Carla Gugino pour Faster - Mary Elizabeth Winstead pour Scott Pilgrim |
| Film : Dramatique | Acteur : Dramatique | Actrice : Dramatique |
| - Black Swan - Limitless - La Colocataire - Soul Surfer - De l'eau pour les éléphants | - Robert Pattinson pour De l'eau pour les éléphants - Bradley Cooper pour Limitless - Jesse Eisenberg pour The Social Network - Cam Gigandet pour The Roommate - Shia LaBeouf pour Wall Street : L'argent ne dort jamais                                                                   | - Natalie Portman pour Black Swan - Minka Kelly pour The Roommate - Leighton Meester pour Country Strong - AnnaSophia Robb pour Soul Surfer - Reese Witherspoon pour De l'eau pour les éléphants |
| Film : Comédie | Acteur : Comédie | Actrice : Comédie |
| - Bad Teacher - Mes meilleures amies - Date Limite - Mon beau-père et nous - Very Bad Cops | - Justin Timberlake pour Bad Teacher - Russell Brand pour Arthur, un amour de milliardaire - Will Ferrell pour Very Bad Cops - Zach Galifianakis pour Date Limite et Very Bad Trip 2 - Ed Helms pour Very Bad Trip 2                                                                       | - Cameron Diaz pour Bad Teacher - Anna Faris pour Une soirée d'enfer - Eva Mendes pour Very Bad Cops - Maya Rudolph pour Mes meilleures amies - Kristen Wiig pour Mes meilleures amies |
| Film : Romantique | Acteur : Romantique | Actrice : Romantique |
| - Easy A - Le Mytho - Bébé mode d'emploi - Sex Friends - Duo à trois | - Ashton Kutcher pour Sex Friends - Penn Badgley pour Easy A - Josh Duhamel pour Bébé mode d'emploi - John Krasinski pour Duo à trois - Adam Sandler pour Le Mytho | - Emma Stone pour Easy A - Jennifer Aniston pour Le Mytho - Ginnifer Goodwin pour Duo à trois - Natalie Portman pour Sex Friends - Emma Roberts pour Le Jour où je l'ai rencontrée |
| Film : Science-fiction/Fantastique | Acteur : Science-fiction/Fantastique | Actrice : Science-fiction/Fantastique |
| - Harry Potter et les Reliques de la Mort - Pirates des Caraïbes : La Fontaine de jouvence - Super 8 - Twilight, chapitre III : Hésitation - X-Men : Le Commencement | - Taylor Lautner pour Twilight, chapitre III : Hésitation - Johnny Depp pour Pirates des Caraïbes : La Fontaine de jouvence - Robert Pattinson pour Twilight, chapitre III : Hésitation - Daniel Radcliffe pour Harry Potter et les Reliques de la Mort - Ryan Reynolds pour Green Lantern | - Emma Watson pour Harry Potter et les Reliques de la Mort - Penélope Cruz pour Pirates des Caraïbes : La Fontaine de jouvence - Elle Fanning pour Super 8 - Blake Lively pour Green Lantern - Kristen Stewart pour Twilight, chapitre III : Hésitation                                                                                      |
| Film : Horreur/Thriller | Meilleure voix-off | Meilleur baiser |
| - Paranormal Activity 2 - Laisse-moi entrer - Piranha 3DD - Saw 3D : Chapitre final - Scream 4 | - Johnny Depp pour Rango - Justin Timberlake pour Yogi l'ours - Zachary Levi pour Raiponce - Jack Black pour Kung Fu Panda 2 - Anne Hathaway pour Rio | - Emma Watson et Daniel Radcliffe pour Harry Potter et les Reliques de la Mort - Kristen Stewart et Taylor Lautner pour Twilight, chapitre III : Hésitation - Kristen Stewart et Robert Pattinson pour Twilight, chapitre III : Hésitation - Vanessa Hudgens et Alex Pettyfer pour Sortilège - Mila Kunis et Natalie Portman pour Black Swan |
| Meilleure alchimie | Voleur de scène | Voleuse de scène |
| - Adam Sandler et Jennifer Aniston pour Le Mytho - Will Ferrell et Mark Wahlberg pour Very Bad Cops - Ed Helms, Zach Galifianakis et Bradley Cooper pour Very Bad Trip 2 - Toute l'équipe de Super 8 - Toute l'équipe de X-Men : Le Commencement                          | - Kellan Lutz pour Twilight, chapitre III : Hésitation - Riley Griffiths pour Super 8 - Andrew Garfield pour The Social Network - Ken Jeong pour Very Bad Trip 2 - Justin Timberlake pour The Social Network                                                                               | - Ashley Greene pour Twilight, chapitre III : Hésitation - Mila Kunis pour Black Swan - Melissa McCarthy pour Mes meilleures amies - Alyson Michalka pour The Roommate et Easy A - Crystal the Monkey pour Very Bad Trip 2 - Miley Cyrus pour Sex and the City 2                                                                             |
| Meilleur méchant/méchante | Révélation masculine de l'année | Révélation féminine de l'année |
| - Tom Felton pour Harry Potter et les Reliques de la Mort - Kevin Bacon pour X-Men : Le Commencement - Bryce Dallas Howard pourTwilight, chapitre III : Hésitation - Ian McShane pour Pirates des Caraïbes : La Fontaine de jouvence - Leighton Meester pour The Roommate | - Alex Pettyfer pour Sortilège et Numéro quatre - Armie Hammer pour The Social Network - Chris Hemsworth pour Thor - Joel Courtney pour Super 8 - Xavier Samuel pour Twilight, chapitre III : Hésitation                                                                                   | - Brooklyn Decker pour Le Mytho - Hailee Steinfeld pour True Grit - Jennifer Lawrence pour X-Men : Le Commencement - Olivia Wilde pour Tron : L'Héritage - Zoë Kravitz pour X-Men : Le Commencement |
| Meilleur film de l'été | Meilleur acteur de l'été | Meilleure actrice de l'été |
| - Harry Potter et les Reliques de la Mort - Transformers 3 : La Face cachée de la Lune - Captain America: First Avenger - Monte Carlo - Horrible Bosses | - Daniel Radcliffe pour Harry Potter et les Reliques de la Mort - Justin Timberlake pour Sexe entre amis - Shia LaBeouf pour Transformers 3 : La Face cachée de la Lune - Chris Evans pour Captain America: First Avenger - Cory Monteith pour Monte Carlo                                 | - Emma Watson pour Harry Potter et les Reliques de la Mort - Rosie Huntington-Whiteley pour Transformers 3 : La Face cachée de la Lune - Mila Kunis pour Sexe entre amis - Selena Gomez pour Monte Carlo - Rosario Dawson pour Zookeeper |
| Meilleur pétage de plombs | | |
| - Ed Helms – Very Bad Trip 2 - Robert Downey Jr. – Date limite - Bruce Greenwood – Super 8 - Mark Wahlberg – Very Bad Cops - Kristen Wiig – Mes meilleures amies | | |

### Télévision
| Série : Action | Acteur : Action | Actrice : Action |
| --- | --- | --- |
| - NCIS : Los Angeles - Burn Notice - Chuck - Hawaii 5-0 - Nikita | - Shane West pour Nikita - Jeffrey Donovan pour Burn Notice - Daniel Dae Kim pour Hawaii 5-0 - Zachary Levi pour Chuck - LL Cool J pour NCIS : Los Angeles                                                                    | - Linda Hunt pour NCIS : Los Angeles - Lyndsy Fonseca pour Nikita - Grace Park pour Hawaii 5-0 - Maggie Q pour Nikita - Yvonne Strahovski pour Chuck                                                       |
| Série : Dramatique | Acteur : Dramatique | Actrice : Dramatique |
| - Gossip Girl - Bones - Dr House - Championnes à tout prix - La Vie secrète d'une ado ordinaire | - Chace Crawford pour Gossip Girl - Penn Badgley pour Gossip Girl - David Boreanaz pour Bones - Daren Kagasoff pour La Vie secrète d'une ado ordinaire - Hugh Laurie pour Dr House                                            | - Blake Lively pour Gossip Girl - Emily Deschanel pour Bones - Josie Loren pour Championnes à tout prix - Olivia Wilde pour Dr House - Shailene Woodley pour La Vie secrète d'une ado ordinaire            |
| Série : Comédie | Acteur : Comédie | Actrice : Comédie |
| - Glee - The Big Bang Theory - iCarly - Modern Family - Les Sorciers de Waverly Place | - Cory Monteith pour Glee - Ty Burrell pour Modern Family - Steve Carell pour The Office - John Krasinski pour The Office - Jim Parsons pour The Big Bang Theory                                                              | - Selena Gomez pour Les Sorciers de Waverly Place - Miranda Cosgrove pour iCarly - Kaley Cuoco pour The Big Bang Theory - Miley Cyrus pour Hannah Montana - Demi Lovato pour Sonny                         |
| Série : Science-fiction/Fantastique | Acteur : Science-fiction/Fantastique | Actrice : Science-fiction/Fantastique |
| - Vampire Diaries - Fringe - Smallville - Supernatural - Teen Wolf | - Ian Somerhalder pour Vampire Diaries - Joshua Jackson pour Fringe - Jared Padalecki pour Supernatural - Tom Welling pour Smallville - Paul Wesley pour Vampire Diaries                                                      | - Nina Dobrev pour Vampire Diaries - Erica Durance pour Smallville - Anna Paquin pour True Blood - Crystal Reed pour Teen Wolf - Anna Torv pour Fringe                                                     |
| Meilleure nouveauté | Meilleur voleur de scène | Meilleure voleuse de scène |
| - The Voice - Hard Times - The Nine Lives of Chloe King - Raising Hope - The Walking Dead | - Michael Trevino pour Vampire Diaries - Chris Colfer pour Glee - Rico Rodriguez pour Modern Family - Mark Salling pour Glee - Eric Stonestreet pour Modern Family                                                            | - Kat Graham pour Vampire Diaries - Dianna Agron pour Glee - Jennette McCurdy pour iCarly - Amber Riley pour Glee - Sofía Vergara pour Modern Family                                                       |
| Meilleure série animée | Meilleure émission de télé-réalité | Meilleur méchant |
| - Les Simpson - American Dad! - Bob's Burgers - The Cleveland Show - Les Griffin | - Bienvenue à Jersey Shore - Khloé et Lamar - Les Kardashian à New York - The Real World : Las Vegas - The Secret Millionaire                                                                                                 | - Justin Bieber pour Les Experts - Jane Lynch pour Glee - Seth MacFarlane pour Les Griffin - Ed Westwick pour Gossip Girl - Joseph Morgan pour Vampire Diaries                                             |
| Télé réalité de compétition | Personnalité | Révélation de l'année |
| - American Idol - America's Best Dance Crew - Tu crois que tu sais danser - The Voice - Wipeout | - Jennifer Lopez – American Idol - Christina Aguilera – The Voice - Tyra Banks – Top Model USA - Adam Levine – The Voice - Ryan Seacrest – American Idol                                                                      | - Darren Criss – Glee - Sean Berdy – Switched - Katie Leclerc –Switched - Tyler Posey – Teen Wolf - Skyler Samuels – The Nine Lives of Chloe King                                                          |
| Meilleure personnalité masculine de Télé réalité | Meilleure personnalité masculine de Télé réalité | Meilleure personnalité féminine de Télé réalité |
| - Paul "Pauly D" DelVocchio – Bienvenue à Jersey Shore - Rob Dyrdek – Rob Dyrdek's Fantasy Factory - Lamar Odom – Khloé et Lamar - Michael "The Situation" Sorrentino – Bienvenue à Jersey Shore - Brad Womack – The Bachelor | - Paul "Pauly D" DelVocchio – Bienvenue à Jersey Shore - Rob Dyrdek – Rob Dyrdek's Fantasy Factory - Lamar Odom – Khloé et Lamar - Michael "The Situation" Sorrentino – Bienvenue à Jersey Shore - Brad Womack – The Bachelor | - Les Kardashian – L'Incroyable Famille Kardashian - Laurieann Gibson – The Dance Scene - Chelsea Handler – After Lately - Audrina Patridge – Audrina - Nicole "Snooki" Polizzi – Bienvenue à Jersey Shore |
| Série de l'été | Star masculine TV de l'été | Star féminine TV de l'été |
| - Pretty Little Liars - L'Incroyable Famille Kardashian - Tu crois que tu sais danser - Switched - Teen Wolf | - Ian Harding – Pretty Little Liars - Keegan Allen – Pretty Little Liars - Lucas Grabeel – Switched - Tyler Posey – Teen Wolf - Noah Wyle – Falling Skies                                                                     | - Lucy Hale – Pretty Little Liars - Troian Bellisario – Pretty Little Liars - Vanessa Marano – Switched - Raven-Symoné – Georgia dans tous ses états - Crystal Reed – Teen Wolf                            |

### Musique

#### Artistes
Artiste masculin de l'année
- Justin Bieber
- Chris Brown
- Jason Derulo
- Enrique Iglesias
- Bruno Mars

Artiste féminine de l'année
- Taylor Swift
- Adele
- Rihanna
- Lady Gaga
- Katy Perry

Meilleur groupe de l'année
- Selena Gomez & the Scene
- The Black Eyed Peas
- La troupe de Glee
- Far East Movement
- The Script

Meilleur artiste de R&B/Hip-Hop
- Eminem
- Lupe Fiasco
- Nicki Minaj
- Pitbull
- Kanye West

Meilleur artiste de rock
- Paramore
- Thirty Seconds to Mars
- Foo Fighters
- Linkin Park
- OneRepublic

Meilleur artiste de country
- Keith Urban
- Blake Shelton
- Luke Bryan
- Jason Aldean
- Brad Paisley

Meilleure artiste de country
- Taylor Swift
- Miranda Lambert
- Jennette McCurdy
- Kellie Pickler
- Carrie Underwood

Meilleur groupe de country
- Lady Antebellum
- The Band Perry
- Rascal Flatts
- Steel Magnolia
- Little Big Town

Révélation de l'année
- Bruno Mars
- Adele
- Scotty McCreery
- Wiz Khalifa
- Javier Colon

#### Chansons
Meilleure chanson R&B/Hip-Hop
- Run the World (Girls) de Beyoncé Knowles
- Don't Wanna Go Home de Jason Derulo
- Just Can't Get Enough des Black Eyed Peas
- I Need a Doctor de Eminem en featuring avec Dr. Dre et Skylar Grey
- All of the Lights de Kanye West en featuring avec Rihanna

Meilleure chanson rock
- Monster de Paramore
- Rope de Foo Fighters
- Waiting for the End de Linkin Park
- Sing de My Chemical Romance
- Good Life de OneRepublic

Meilleure chanson d'amour
- Love You Like a Love Song de Selena Gomez & the Scene
- Come Down With Love de Allstar Weekend
- Just The Way You Are de Bruno Mars
- Teenage Dream de Katy Perry
- Mine de Taylor Swift

Meilleure chanson country
- Mean de Taylor Swift
- If I Die Young de The Band Perry
- Country Girl (Shake It for Me) de Luke Bryan
- Just a Kiss de Lady Antebellum
- Honey Bee de Blake Shelton

Meilleure chanson de rupture
- Back to December de Taylor Swift
- Rolling in the Deep de Adele
- Forget You de Cee Lo Green
- See No More de Joe Jonas
- Grenade de Bruno Mars

Meilleur single
- Who Says de Selena Gomez & the Scene
- The Time (Dirty Bit) des Black Eyed Peas
- Born This Way de Lady Gaga
- Firework de Katy Perry
- Give Me Everything de Pitbull avec Ne-Yo, Afrojack et Nayer

Meilleur artiste de l'été
- Bruno Mars
- David Guetta
- Jason Derulo
- Lil Wayne
- Pitbull

Meilleure artiste de l'été
- Katy Perry
- Beyoncé Knowles
- Britney Spears
- Selena Gomez
- Demi Lovato

Meilleure chanson de l'été
- SkyScraper de Demi Lovato
- Last Friday Night de Katy Perry
- Party Rock Anthem de LMFAO
- Super Bass de Nicki Minaj
- The Lazy Song de Bruno Mars

### Autres
Meilleur présentateur
- Ellen DeGeneres
- Andy Samberg
- Daniel Tosh
- George Lopez
- Jimmy Fallon

Star féminine la plus sexy de l'année
- Selena Gomez
- Nina Dobrev
- Mila Kunis
- Minka Kelly
- Kim Kardashian

Star masculine la plus sexy de l'année
- Justin Bieber
- Joe Jonas
- Taylor Lautner
- Robert Pattinson
- Ian Somerhalder

Icône masculine sur le tapis rouge
- Zac Efron
- Justin Bieber
- Jaden Smith
- Justin Timberlake
- Chris Colfer

Icône féminine sur le tapis rouge
- Taylor Swift
- Miley Cyrus
- Jennifer Lopez
- Lady Gaga
- Vanessa Hudgens

Meilleur vampire
- Robert Pattinson
- Ian Somerhalder
- Nina Dobrev
- Nikki Reed
- Paul Wesley

### Récompenses spéciales
Ultimate Choice Award
- Taylor Swift

Acuvue Inspiration Award
- Demi Lovato